# Căpușă
Căpușele sau ixodidele (Ixodida) sunt un ordin de acarieni ectoparaziți ai reptilelor, păsărilor și mamiferelor, cu mod de hrănire obligatoriu hematofag și intermitent, și cu o importanță deosebită din punct de vedere medical și veterinar. Înțepătura căpușelor poate determina leziuni grave ale tegumentului, unele specii pot provoca paralizii, iar alte specii servesc ca vectori pentru diverse microorganisme transmițând tifosul, boala Lyme, febra recurentă etc. Ordinul ixodidelor cuprinde 896 de specii clasificate în trei familii:
- argasidele sau căpușele moi (Argasidae),
- ixodidele sau căpușe tari (Ixodidae) și
- nutalielidele (Nuttalliellidae).

În România au fost identificate 27 specii de căpușe, Ixodes ricinus fiind cea mai frecventă specie.
Căpușele au un corp acarian tipic, turtit dorso-ventral, dar care a fost adaptat la viața ectoparazitară. Spre deosebire de insecte,  căpușele nu au cap, antene, torace sau abdomen . Corpul este împărțit într-o regiune anterioară, capitulul sau gnatosoma, și o regiune posterioară, idiosoma, care constituie restul corpului. Capitulul sau gnatosoma, se compune dintr-o regiune posterioară, baza capitulului, și o regiune anterioară, piesele bucale care sunt formate de palpi, chelicere și hipostom. Idiosoma este compusă din plăci numite scuturi. Idiosoma este împărțită în podosomă care poartă 4 perechi de picioare la adulți (trei la larve) și orificiile genitale și opistosomă, care se află posterior de picioarele IV și poartă placa spiraculară și orificiu anal.  Partea superioară  a idiosomei este acoperită de scutul dorsal. La unele specii de ixodide, pe marginea scutului dorsal se găsesc câte o pereche de ochi.
Căpușele sunt cei mai mari acarieni, având o lungime de 2–30 mm, în funcție de specie și stadiu de viață. Dimorfismul sexual este bine dezvoltat la căpușele tari, masculii fiind de obicei mai mici decât femelele.

## Dușmani naturali

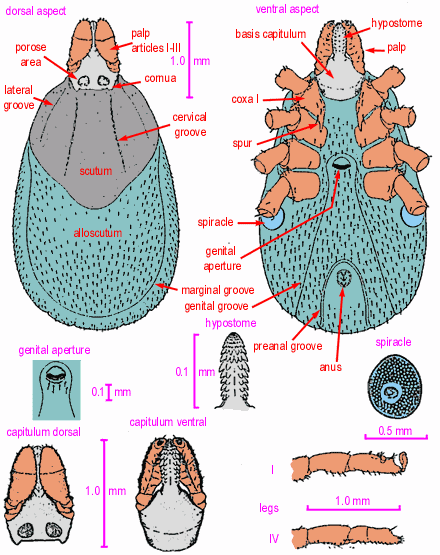
Anatomia femelei de căpușă

Printre dușmanii naturali ai căpușelor se numără:
- iernile extrem de reci (cu temperaturi sub −20 °C);
- unele specii de fungi (cum ar fi Metarhizium anisopliae);
- anumite nematode (viermi cilindrici), care pot afecta fatal căpușele;
- păsări care se hrănesc cu insecte. Bibilica poate consuma cantități uriașe de căpușe, doar două păsări putând curăța un teren de aproximativ 8000 m² în decursul unui an;[5]
- anumite viespi parazite mici, ca de exemplu viespile din suprafamilia Ichneumonoidea. Aceste viespi își depun ouăle în corpul căpușelor, iar larvele își consumă gazda dinspre interior, omorând-o.

## Sistematică
Căpușele se împart în 3 familii și există peste 850 de specii înregistrate.
- Argasidae
  - Argas
    - Argas reflexus

  - Ornithodorus
  - Nothoaspis
  - Otobius
    - Otobius megnini (
- Ixodidae căpușe cu carapace, circa 80 % dintre căpușșe
  - Ixodes
    - Ixodes ricinus

((Această specie depune la suprafața pământului ouă din care ies larvele parazitare pe diferite animale mici din pădure(șopârle, păsări, mamifere). După metamorfoză, se urcă pe plante și atacă animalele mari și oamenii.  
- -     - Ixodes scapularis
    - Ixodes hexagonus
    - Ixodes canisuga
    - Ixodes persulcatus

  - Rhipicephalus
    - Rhipicephalus sanguineus

  - Dermacentor (Dermacentor)
    - Dermacentor marginatus
    - Dermacentor reticulatus
    - Dermacentor variabilis

  - Haemaphysalis
    - Haemaphysalis concinna

  - Hyalomma
  - Amblyomma
    - Amblyomma americanum

  - Margaropus
- Nuttalliellidae
  - Nuttalliella
    - Nuttalliella namaqua

Înrudiți cu căpușele sunt și reprezentanții ordinului Holothyrida din subclasa Acari. Aceștia se hrănesc din cadavrele de animale.

## Căpușele din România
În România sunt răspândite 27 specii de căpușe (25 specii aparțin  familiei Ixodidae și  2 specii familiei Argasidae)
În România, bolile transmise prin căpușe au fost documentate încă de la sfârșitul secolului al 19-lea. Au fost raportate în România cazuri de infecție la om cu virusul encefalitei de căpușă, virusul febrei hemoragice de Crimeea-Congo, Francisella tularensis (Tularemia), Rickettsia conorii (Febra butunoasă), Coxiella burnetti (Febră Q), Borrelia burgdorferi (Borrelioza Lyme). Unii dintre acești patogeni au fost identificate și la căpușe: Borrelia burgdorferi și Francisella tularensis.
La om au fost identificate 4 specii de căpușe: Ixodes ricinus (cea mai frecventă), Dermacentor marginatus, Hyalomma marginatum marginatum și Rhipicephalus sanguineus.
Vitele sunt gazdele a 13 căpușe: Dermacentor marginatus, Dermacentor reticulatus, Haemaphysalis concinna, Haemaphysalis inermis, Haemaphysalis parva, Haemaphysalis punctata, Haemaphysalis sulcata, Hyalomma detritum scupense, Hyalomma marginatum marginatum, Ixodes ricinus, Rhipicephalus annulatus, Rhipicephalus bursa, Rhipicephalus sanguineus. Dintre vite oile sunt cele mai comune gazde, urmate de vaci și capre.
Căpușele din România și gazdele lor:
- familia Ixodidae

1. Dermacentor marginatus (Sulzer, 1776) - om, animale de companie, vite, rozătoare, păsări
2. Dermacentor reticulatus (Fabricius, 1794) - vite, carnivore
3. Haemaphysalis concinna (Koch, 1844) - animale de companie, vite, rozătoare, mustelide
4. Haemaphysalis inermis (Birula, 1895) - vite, rozătoare, carnivore, cervide, reptile
5. Haemaphysalis parva (Neumann, 1897) - vite, lagomorfe, păsări, reptile
6. Haemaphysalis punctata (Canestrini & Fanzago, 1878) - animale de companie, vite, rozătoare
7. Haemaphysalis sulcata (Canestrini & Fanzago, 1878) - vite, reptile
8. Hyalomma aegyptium (Linnaeus, 1758) - insectivore, reptile
9. Hyalomma detritum scupense (Schulze, 1918) - vite, cervide
10. Hyalomma marginatum marginatum (Koch, 1844) - om, vite, rozătoare, lagomorfe, păsări
11. Ixodes apronophorus (Schulze, 1924) - rozătoare
12. Ixodes arboricola (Schulze & Schlottke, 1930) - păsări
13. Ixodes crenulatus (Koch, 1844) - mustelide
14. Ixodes hexagonus (Leach, 1815) - mustelide, carnivore
15. Ixodes laguri (Olenev, 1931) - rozătoare
16. Ixodes redikorzevi (Olenev, 1927) - rozătoare, insectivore, carnivore, păsări, reptile
17. Ixodes ricinus (Linnaeus, 1758) - om, animale de companie, vite, rozătoare, insectivore, lagomorfe, mustelide, carnivore, cervide, păsări, reptile
18. Ixodes rugicollis (Schulze & Schlottke, 1930) - mustelide
19. Ixodes simplex (Neumann, 1906) - chiroptere
20. Ixodes trianguliceps (Birula, 1895) - rozătoare, insectivore
21. Ixodes vespertilionis (Koch, 1844) - chiroptere
22. Rhipicephalus annulatus (Say, 1821) - vite
23. Rhipicephalus bursa (Canestrini & Fanzago, 1878) - animale de companie, vite, insectivore, mustelide
24. Rhipicephalus rossicus (Yakimov & Kol-Yakimova, 1911) - rozătoare, insectivore
25. Rhipicephalus sanguineus (Latreille, 1806) - om, animale de companie, vite, rozătoare

- familia Argasidae

1. Argas persicus (Oken, 1818) - păsări
2. Argas reflexus (Fabricius, 1794. - păsări

## Imagini

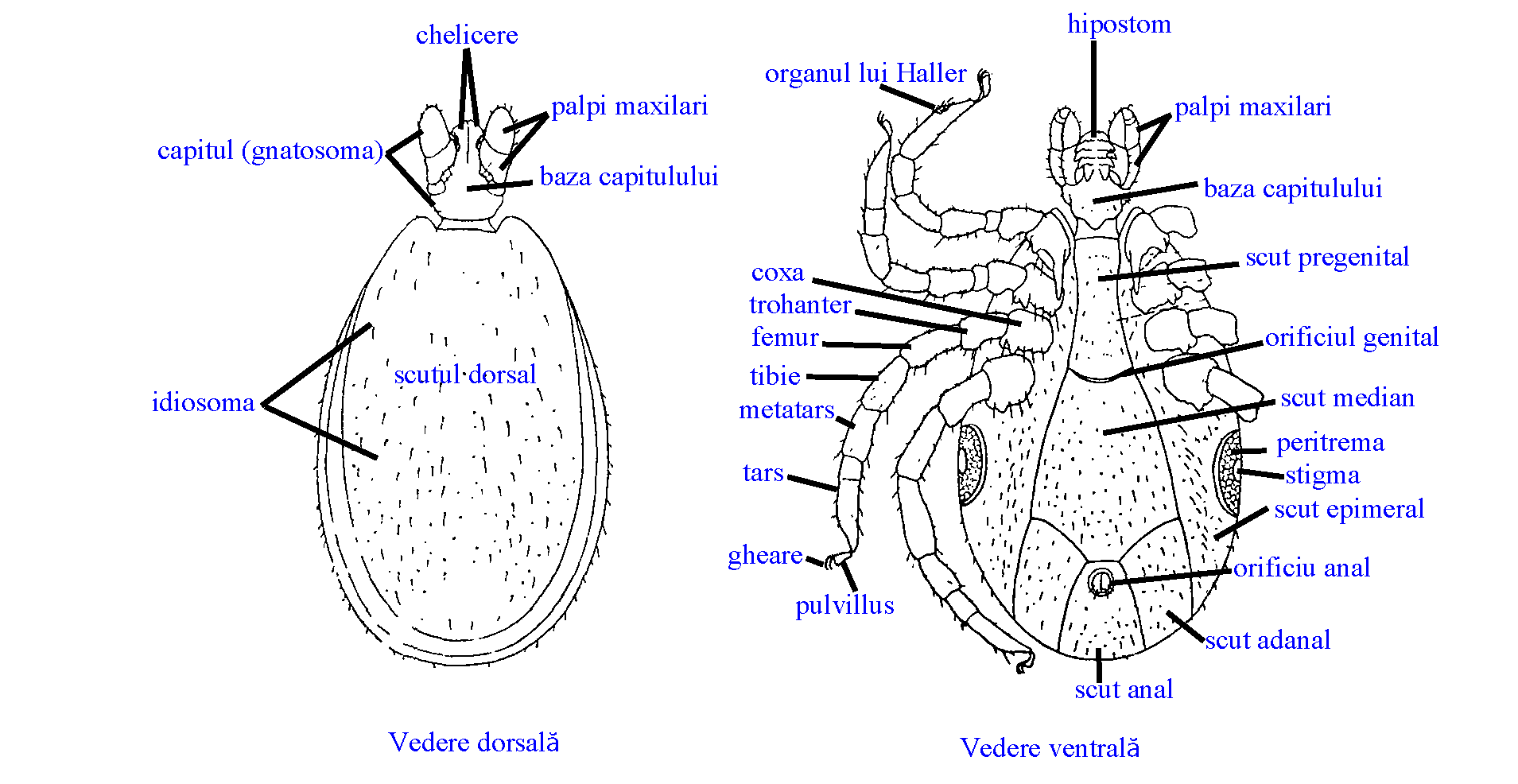
Căpușa comună (Ixodes ricinus). Masculul

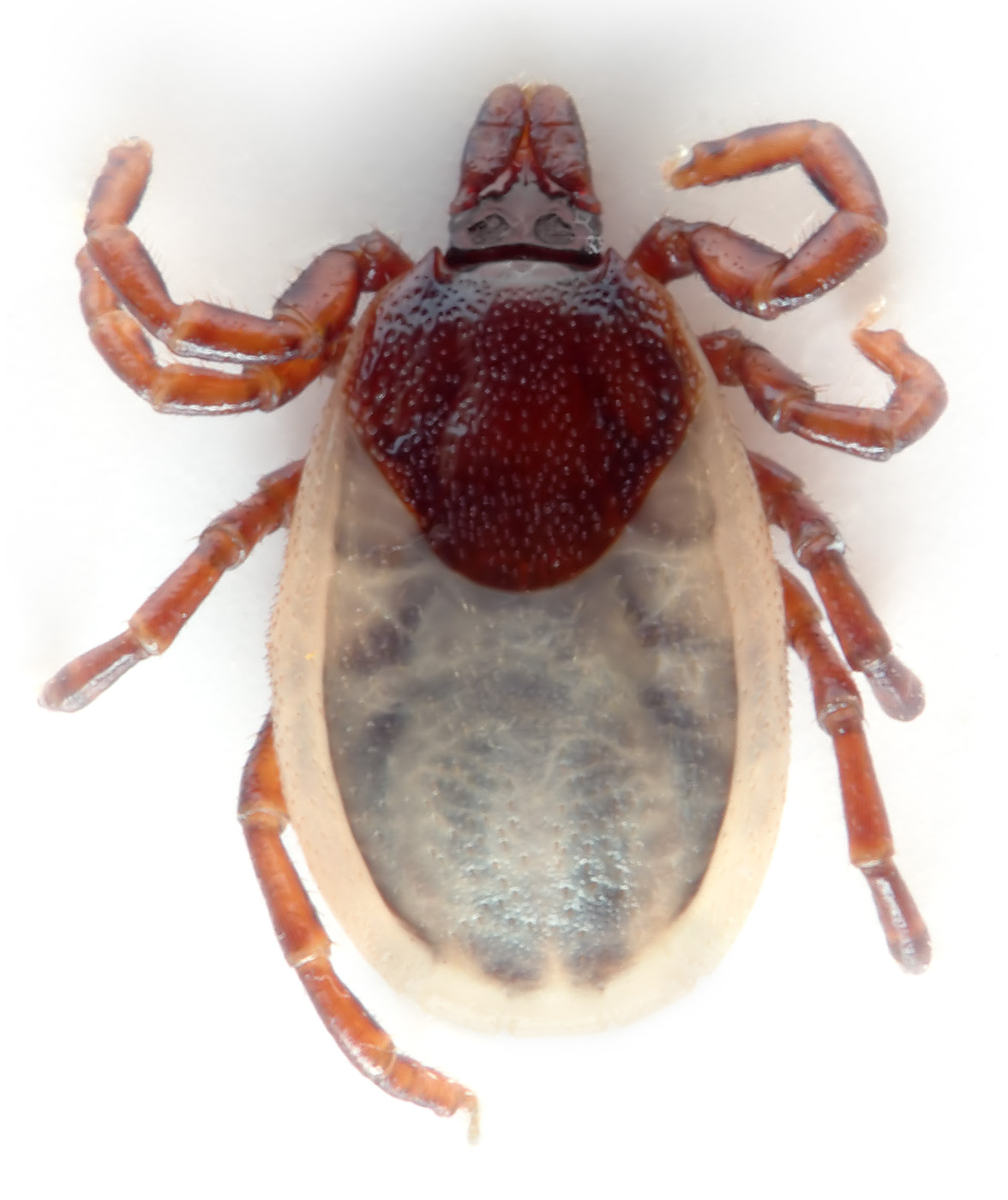
Ixodes hexagonus
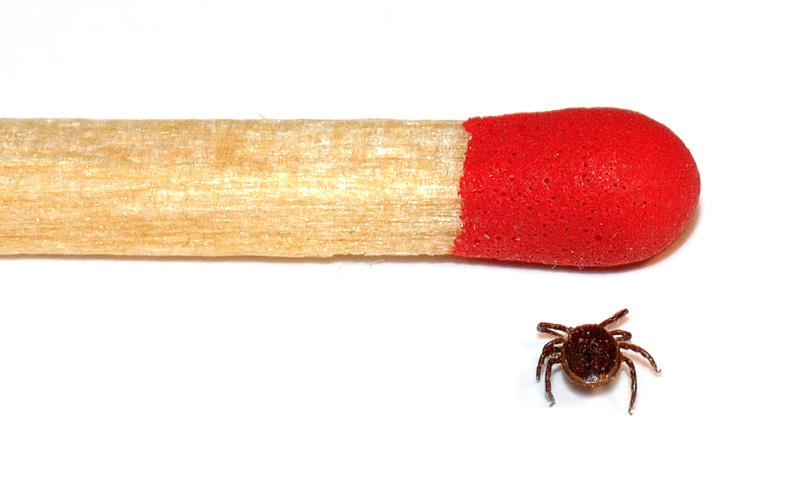
Dimensiunile unei căpușe mascul

## Legături externe
Materiale media legate de Căpușă la Wikimedia Commons
- Les tiques (ixodidae). Maladies liées à la morsure des tiques en France
- Charles Haiech. Tiques et maladie de Lyme. Mycologie et Lichénologie en Catalogne Nord